# NGC 5216
NGC 5216 је елиптична галаксија у сазвежђу Велики медвед која се налази на NGC листи објеката дубоког неба.
Деклинација објекта је + 62° 42' 3" а ректасцензија 13h 32m 7,1s. Привидна величина (магнитуда) објекта NGC 5216 износи 12,6 а фотографска магнитуда 13,6. Налази се на удаљености од 52,353 милиона парсека од Сунца. NGC 5216 је још познат и под ознакама UGC 8528, MCG 11-17-4, CGCG 316-19, CGCG 317-2, VV 33, ARP 104, Keenan's system, PGC 47598.